# Encino (Novo México)
Encino é uma vila localizada no estado americano de Novo México, no Condado de Torrance.

## Demografia
Segundo o censo americano de 2000, a sua população era de 94 habitantes.
Em 2006, foi estimada uma população de 91, um decréscimo de 3 (-3.2%).

## Geografia
De acordo com o United States Census Bureau tem uma área de 5,2 km², dos quais 5,2 km² cobertos por terra e 0,0 km² cobertos por água. Encino localiza-se a aproximadamente 1865 m acima do nível do mar.

## Localidades na vizinhança
O diagrama seguinte representa as localidades num raio de 56 km ao redor de Encino.